# Catherine Nyongesa
Catherine Naliaka Nyongesa Watta (nhũ danh Catherine Naliaka) (sinh năm 1970), là một bác sĩ và bác sĩ ung thư người Kenya, là người sáng lập, chủ sở hữu và giám đốc điều hành của Trung tâm Ung thư Texas, ở Nairobi, thủ đô và thành phố lớn nhất của quận.

## Gia cảnh và giáo dục
bà sinh ra ở Kenya, khoảng năm 1970. bà học trường tiểu học và trung học Kenya. Bà học tại Đại học Y khoa Nairobi, tốt nghiệp Cử nhân Y khoa và Cử nhân Phẫu thuật (MBChB). Năm 2002, bà được nhận vào Đại học Witwatersrand ở Johannesburg, Nam Phi. Ở đó, bà được ghi danh vào một chương trình cư trú ba năm để học để trở thành bác sĩ chuyên khoa ung thư, tốt nghiệp năm 2005 với bằng Thạc sĩ Y khoa (MMed), về Ung thư Bức xạ. Sau đó, bà được bầu làm Ủy viên của Trường đại học ung thư bức xạ Nam Phi (FCRO (SA)).

## Sự nghiệp
Sau khi được đào tạo chuyên môn tại Nam Phi, bà trở về Kenya và được thuê làm bác sĩ chuyên khoa ung thư tư vấn tại Bệnh viện Quốc gia Kenyatta, bệnh viện giới thiệu chăm sóc công cộng lớn nhất ở nước này. Tải trường hợp nặng, và tất cả bệnh nhân có thể được giúp đỡ, trong môi trường công cộng.
Năm 2010, Nyongesa và chồng, một dược sĩ thực hành tại Houston, Texas, Hoa Kỳ, bắt đầu Trung tâm Ung thư Texas Nairobi. Ban đầu Trung tâm chỉ cung cấp điều trị hóa trị như một dịch vụ ngoại trú. Sau đó, cặp đôi đã vay 100 triệu KSh (khoảng. 1 triệu đô la Mỹ), để xây dựng một cơ sở điều trị nội trú tại một địa điểm thứ hai ở Nairobi. Với sự hỗ trợ từ Trung tâm Ung thư MD Anderson của Đại học Texas, trung tâm Nairobi đã mua và lắp đặt máy xạ trị, thiết lập phòng thí nghiệm chẩn đoán và mua máy X-quang và thiết bị siêu âm. Tính đến tháng 3 năm 2015, Trung tâm có hơn 70 nhân viên toàn thời gian, xử lý hơn 150 bệnh nhân ngoại trú hàng ngày và cung cấp chỗ ở với mức phí hợp lý cho bệnh nhân ngoại trú ngoại thành. Kể từ tháng 7 năm 2017, Trung tâm Ung thư Texas đã mở rộng ra tổng cộng bốn địa điểm tại Nairobi và Eldoret.

## Gia đình
Bác sĩ Catherine Nyongesa là một người mẹ có ba con.

## Những ý kiến khác
bà là bác sĩ ung thư phụ nữ đầu tiên ở Kenya. Bà phục vụ như là Chủ tịch của Hiệp hội huyết học và ung thư Kenya (KESHO). Bà là điều phối viên lâm sàng tại Trung tâm điều trị ung thư của Bệnh viện Quốc gia Kenyatta. Bà cũng là một giảng viên danh dự tại Đại học Nairobi.